# Chittaprat
Die Chittaprat war eine frühe Dampflokomotive.
Nur wenig Konkretes ist über die Lokomotive, deren eigentlicher Name Stockton war, bekannt. Sie wurde entworfen und gebaut vom autodidaktischen Ingenieur Robert Wilson (* 1781; † nach 1847) aus Gateshead, der Mitte der 1820er Jahre als Blechschmied und Konstrukteur von Dampfmaschinen in Newcastle upon Tyne tätig war. Wilson hatte die Entwicklung der Dampflokomotiven seit 1805, als er Richard Trevithicks Newcastle Locomotive in Gateshead im Betrieb gesehen hatte, aufmerksam verfolgt. Aus seinem Briefwechsel mit seinem Freund Robert Stephenson Sr., einem älteren Bruder George Stephensons, geht hervor, dass seine erste – und einzige – Lokomotive im Verlauf des Jahres 1824 unter Einsatz eigener Finanzmittel entstanden war und im Januar 1825 vor der Fertigstellung stand.
Wilson bot die Stockton am 25. November 1825 dem Vorstand der Stockton and Darlington Railway für 380 £ zum Kauf an, mit der Möglichkeit, sie zuvor einen Monat lang zu erproben. Die Direktoren nahmen das Angebot an und reihten die Maschine mit der Betriebsnummer 5 in den Fuhrpark ein, aber im Verlauf des Testzeitraums erbrachte die Lokomotive keine zufriedenstellenden Leistungen. Sie wurde dennoch angekauft und eingelagert, da der Dampfkessel sich als gelungene Konstruktion erwiesen hatte und man hoffte, ihn zu einem späteren Zeitpunkt für einen anderen Zweck nutzen zu können. Tatsächlich verwendete Timothy Hackworth 1827 den Kessel und möglicherweise einige weitere Komponenten für den Bau seiner Royal George.
Über die technische Ausführung der Lokomotive ist nur wenig bekannt. Es steht jedoch fest, dass es sich um eine experimentelle, ungewöhnliche Konstruktion mit vier separaten, senkrechten Dampfzylindern mit jeweils nur 6 Zoll (15,24 cm) Durchmesser und vermutlich 20 Zoll (50,8 cm) Hub handelte, die mit einem Dampfdruck von 2 Atmosphären (2,0265 Bar) betrieben wurden. Zu beiden Seiten der Lokomotive befanden sich jeweils zwei Zylinder nebeneinander und bewegten mittels eines verbindenden Jochs gemeinsam eine Treibstange, die auf die darunter befindliche Achse wirkte. Über eine Kuppelstange wurde die Kraft an die zweite Achse weitergegeben. Die Vierzylinder-Konstruktion sorgte vermutlich dafür, dass die Lokomotive sehr auffällige, charakteristische Geräusche verursachte, so dass sie vom Personal der Eisenbahn bald nicht mehr bei ihrem eigentlichen Namen Stockton genannt, sondern lautmalerisch als Chittaprat bezeichnet wurde.
Lange Zeit war über die Chittaprat wenig bekannt, und die wenigen Erwähnungen waren vage. Erst im Februar 1927 wurde ein Eintrag im Tagebuch des französischen Ingenieurs Marc Seguin bekannt, der die Lokomotive 1825 gesehen und in einer Skizze (der einzigen bildlichen Darstellung dieser Maschine) sowie einer Beschreibung festgehalten hatte.